# Maria Clara Fernandes de Lima
Maria Clara Fernandes de Lima (Recife, ) é uma pianista brasileira.
Iniciou seus estudos de piano aos cinco anos. Foi aluna do Conservatório Pernambucano de Música e da Universidade Federal de Pernambuco tendo como professores Helena Farias, Elyanna Caldas e Edson Bandeira de Melo. Concluiu o seu bacharelado em piano em 1985. Em 1986 seguiu para a Áustria, a fim de estudar na Escola Superior de Música de Viena com o professor Hans Graf. Em 1991 concluiu o 1° Diploma desta escola. A partir de 1994 passou a estudar com o professor Alexander Jenner, concluindo o 2º Diploma em 1997 e adquirindo o grau de "Mestra".
No Brasil foi vencedora de diversos concursos nacionais em Recife, Porto Alegre, São Paulo, Rio de Janeiro, Natal, Salvador e Juiz de Fora. Por duas vezes recebeu o prêmio extra de "Melhor intérprete de Música brasileira". Em 1992 obteve em Viena o 2º lugar no Concurso "Música do Século XX e composições austríacas após 1945". Ainda no Brasil, foi solista das orquestras sinfônicas de Recife, João Pessoa e São Paulo.
Nos Estados Unidos foi solista da "Amherst College Orchestra". Como recitalista e camerista já se apresentou em diversas cidades com Recife, São Paulo, Viena, Munique, Aman, Milão, Roma, Budapeste, Berna, Maceió e Garanhuns, entre outras. No ano 2000, foi solista novamente da "Amherst College Orchestra" apresentando-se em Recife e João Pessoa.
Apresentou-se em Pressbaum, na Áustria, também incluindo no programa uma sonata de Wolfgang Amadeus Mozart (Sonata em Ré maior K 311) dentro das comemorações do "Ano Mozart".